# Anadenobolus obesus
Anadenobolus obesus är en mångfotingart som först beskrevs av Henri W. Brölemann 1900.  Anadenobolus obesus ingår i släktet Anadenobolus och familjen Rhinocricidae. Inga underarter finns listade i Catalogue of Life.